# Zbór Kościoła Chrześcijan Baptystów w Tarnobrzegu
Zbór Kościoła Chrześcijan Baptystów w Tarnobrzegu – zbór Kościoła Chrześcijan Baptystów znajdujący się w Tarnobrzegu.
Nabożeństwa odbywają się w każdą niedzielę o godzinie 10.30.